# Magilus antiquus
Magilus antiquus är en snäckart som beskrevs av Monfort 1810. Magilus antiquus ingår i släktet Magilus och familjen purpursnäckor. Inga underarter finns listade i Catalogue of Life.